# Lygodactylus depressus
Lygodactylus depressus este o specie de șopârle din genul Lygodactylus, familia Gekkonidae, descrisă de Schmidt 1919. Conform Catalogue of Life specia Lygodactylus depressus nu are subspecii cunoscute.